# Raymond Offner
Raymond René Offner (Sarcelles, 17 de noviembre de 1927 - París, 30 de octubre de 1989) fue un jugador de baloncesto francés. Fue medalla de plata con Francia en los Juegos Olímpicos de Londres 1948.